# Estadio Jorge Small
El Estadio Jorge Small es un estadio de fútbol de la ciudad de Frías, en la Provincia de Santiago del Estero, Argentina. El recinto  se encuentra ubicado en la zona sur de Frías, a pocos metros de la ribera del Río Albigasta, cuenta con tribunas en tres de sus cuatro sectores y posee una capacidad para 5.000 personas. Es propiedad del Club Atlético Central Córdoba de Frías que juega en el Torneo Regional Federal Amateur, la cuarta categoría del fútbol en Argentina.
Es el estadio de mayor capacidad de la Liga Cultural de Fútbol y el más importante de la provincia por fuera de los estadios de la capital y alrededores